# Toreck
Toreck (ukrajinsky Торецьк) je město v Doněcké oblasti na Ukrajině. Leží v Donbasu zhruba 60 kilometrů severně od Doněcka a stejně jako u většiny měst v pánvi je jeho rozvoj spojen s těžbou uhlí. V roce 2021 žilo v Torecku přes 31 tisíc obyvatel, úbytek obyvatelstva od začátku ukrajinsko-ruského konfliktu v roce 2014 činil kolem 10 procent.

## Historie
Sídlo bylo založeno v roce 1806 jako Ščerbynivka (ukrajinsky Щербинівка), v roce 1938 bylo přejmenováno na Dzeržynsk (ukrajinsky Дзержинськ; rusky Дзержинск) po Felixovi Dzeržinském, a v roce 2016 na Toreck.
V průběhu druhé světové války byl tehdejší Dzeržynsk od 28. října 1941 do 5. září 1943 obsazen německým wehrmachtem. Při jeho osvobozování Rudou armádou padlo několik set sovětských vojáků a místních obyvatel.
Ačkoliv vedení města je separatistické, od února 2022 je město ohroženo útoky ruské armády. Poslední raketový útok se sedmi oběťmi byl zaznamenán 4. srpna 2022. Ruská armáda 7. února 2025 město dobyla.

## Ekonomika
Město leží asi 60 km od Doněcka v téže černouhelné pánvi, jeho rozvoj byl spojen s těžbou uhlí. V roce 1860 zde byl otevřen první uhelný důl. V současnosti[kdy?] je otevřeno 5 ze 6 šachet, kromě těžby se uhlí koksuje a slouží v metalurgickém a strojírenském průmyslu. Další závod vyrábí komponenty k automobilům. Chemička na výrobu fenolu leží na cestě k městu Ňju-Jork, vzdálenému 10 km.

## Památky a kultura
- Pravoslavný chrám sv. Makaria, rekonstruován po roce 1990
- Hlavní křídlo budovy chemické továrny na fenol, lyzol a pyridin („Dzeržinskyj fenolnyj zavod“), art deco, založeno 1916
- Kulturní klub továrny na fenol, 1950
- Truchlící matka, 5 metrový pomník obětem Velké vlastenecké války
- Historické muzeum – sbírky věnovány především novodobé a válečné historii

## Sport
- Fotbalový a atletický klub
- Stadion Avanhard – kolem 1960, tribuna vyzdobená mozaikami cvičenců spartakiády

## Osobnosti
- Nikolaj Ivanovič Ryžkov (1928–2024), ruský politik, premiér Sovětského svazu (narodil se v nedaleké vsi Dylijivka)
- Tetjana Vyktorovna Lazarevová (* 1981), ukrajinská zápasnice volnostylařka, mistryně Evropy a olympionička

## Galerie

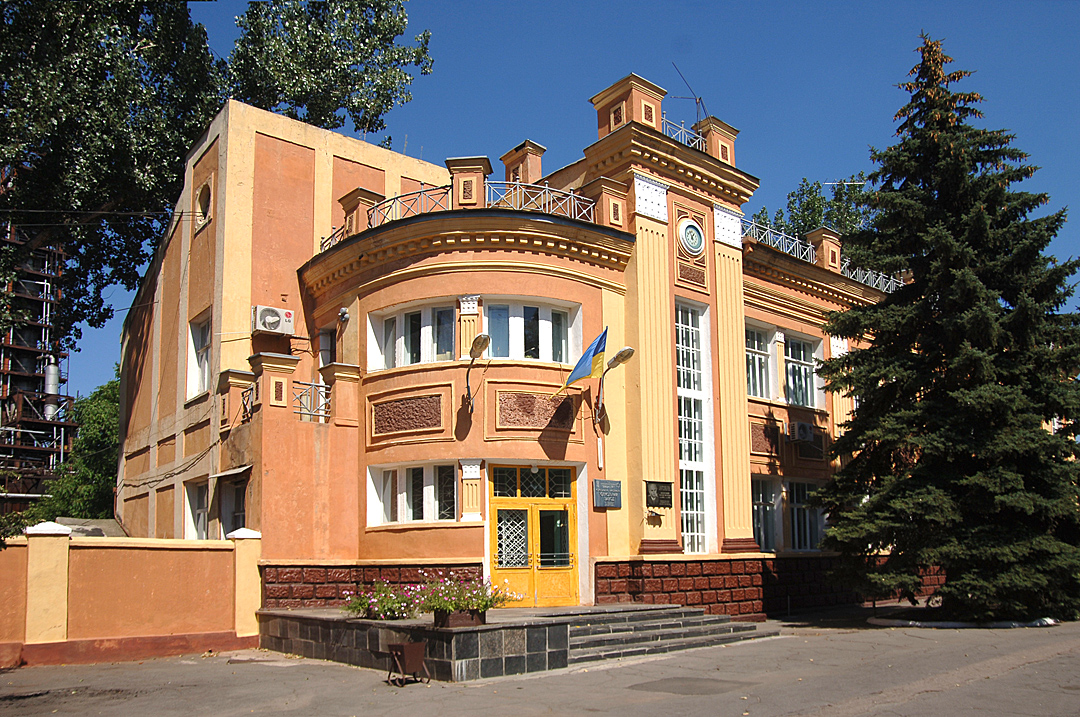
Továrna na fenol
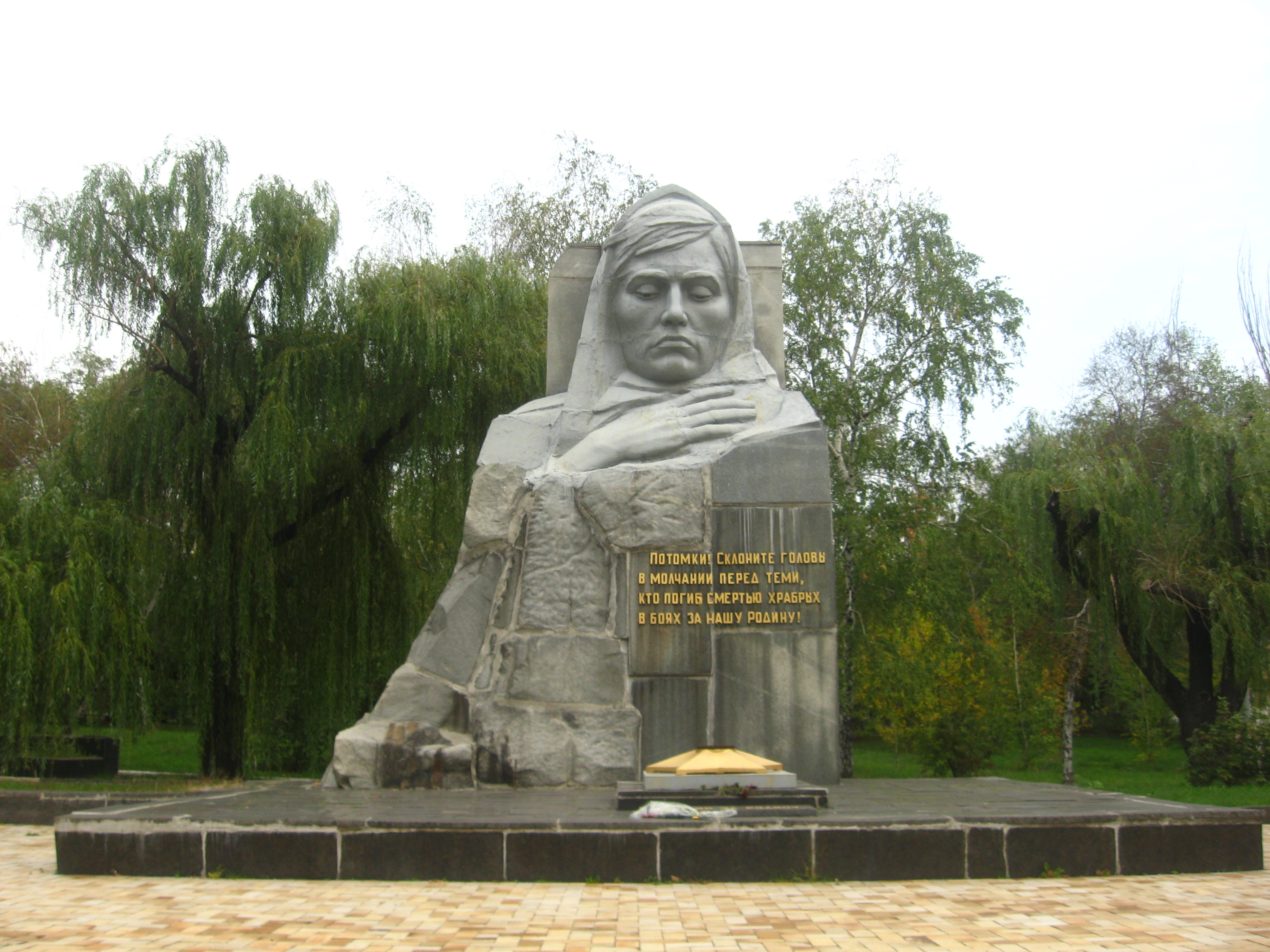
Pomník Truchlící matka obětem druhé světové války
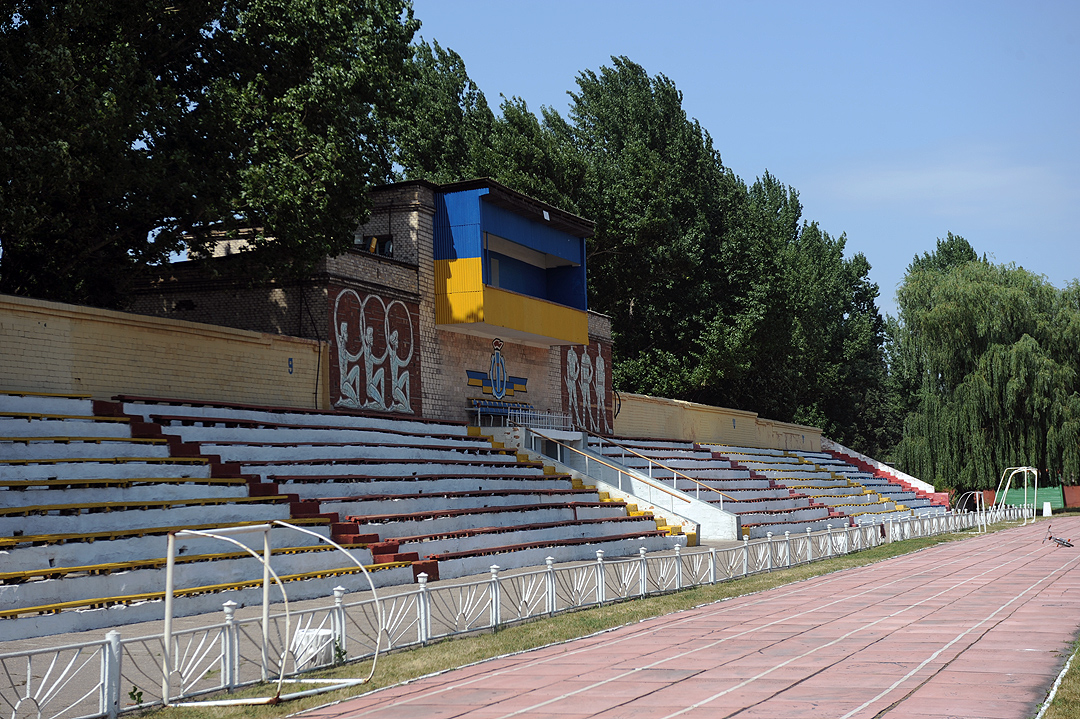
Hlavní tribuna stadionu Avanhard